# Miscouche
Miscouche est un village dans le comté de Prince de l'Île-du-Prince-Édouard, au Canada, à l'ouest de Summerside. La municipalité a été incorporée en 1957. Son nom vient du terme micmac qui veut dire « petite île d'herbe ».
Miscouche est à l'est de la région Évangéline, la plus grosse région francophone de la province contenant plusieurs peuplements acadiens ; 15 % de la population de Miscouche est considérée comme francophone. Miscouche est un centre de service pour les communautés rurales avoisinantes, comme Belmont, le centre du Lot 16, le sud-ouest du Lot 16, Grand River, St. Nicolas et Linkletter.

## Histoire

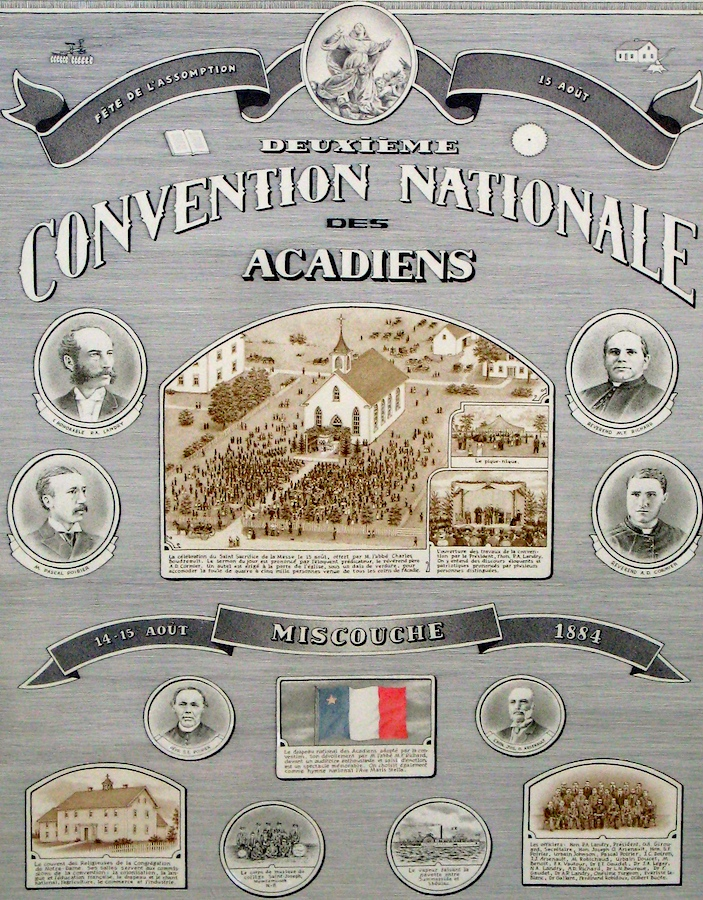
Affiche annonçant la Convention nationale acadienne de 1884.

C'est à Miscouche qu'eut lieu en 1884 la 2e Convention nationale acadienne au cours de laquelle les symboles nationaux de l'Acadie furent choisis : drapeau, hymne, insigne et devise. Les dirigeants du congrès s'inquiétaient du déclin du français dans la paroisse. Aujourd'hui, Miscouche est presque complètement anglicisée. Il y eut environ 5000 délégués acadiens des maritimes. Puisque Miscouche fut l'hôte de cette convention historique; en 1964, on fonde le Musée acadien de l'Île-du-Prince-Édouard sous la direction de Dr J.-Aubin Doiron et Sœur Antoinette DesRoches. Le musée fut construit près de l'église. Le musée est maintenant dans un plus grand édifice depuis (situé au même endroit que le musée original) et, depuis 1996, il est un des sept sites des Musées & Héritage de l'Île-du-Prince-Édouard, une division du département provincial de communauté, de matières culturelles et du travail.
L'église catholique St. John the Baptist est l'une des plus vieilles églises de bois sur l'Île-du-Prince-Édouard. Elle a un orgue historique Casavant. De multiples rénovations furent accomplies dans les années récentes pour rétablir l'ancienne grandeur de l'église.

## Démographie
| 2001 | 2006 | 2011 | 2016 |
| ---- | ---- | ---- | ---- |
| 766  | 769  | 869  | 873  |

| Évolution des langues maternelles (en %) | Légende                                                         |
| ---------------------------------------- | --------------------------------------------------------------- |
|                                          | - Anglais - Français - Anglais et français - Autre(s) langue(s) |
| Sources,:                                |                                                                 |

## L'école
Miscouche Consolidated School fut établi en 1977. Les grades de 1 à 9 sont enseignés, alors que les grades 10 à 12 sont enseignés à Three Oaks Senior High à Summerside.